# Gvozdansko
Gvozdansko je naselje u Hrvatskoj, nalazi se na pola puta između Gline i Dvora. Nalazi se podno Zrinske gore.

## Povijest
U naselju Gvozdanskom postoji starohrvatska utvrda koju su podigli hrvatski plemenitaši Zrinski. U njemu je Nikola III. Zrinski imao topionicu, ljevaonicu i kovnicu novca. Ova utvrda se u 16. stoljeću postavila kao brana pred turske osvajače i njihove vlaške sluge s istoka. Osmanlijska vojska je od 1571. do 1577. godine poduzela četiri neuspješna pohoda na tu čvrstu utvrdu, da bi tek 1578. godine, nakon petog pohoda, i to nakon tromjesečne opsade pod vodstvom Ferhat-paše, ušli u utvrdu, ali bitku koju su vodili nisu dobili.
Prema dostupnim podatcima (kronikama) iz tog vremena utvrdu Gvozdansko branilo je 300 branitelja sastavljenih od malobrojne posade Zrinskih vojnika (svega pedesetak) i oko 250 seljaka i rudara sa ženama i djecom, pod zapovjedništvom kapetana Doktorovića, Nikole Ožegovića i Andrije Stepšića. Na drugoj strani našla se vojska od 10 000 turskih napadača potpomognuta vlaškim četama.
U zapisima stoji: "Kad je pristigla glavnina osmanske vojske, Ferhat-paša poslao je izaslanika do gradskih zidina s ponudom braniteljima Gvozdanskog da u 3 sata napuste utvrdu i slobodno otiđu sa svom pokretnom imovinom na slobodni prostor Hrvatske. Kako već mjesecima nije bilo komunikacije grada sa slobodnim ostatkom Hrvatske, a ni pomoć ni hrana nisu stizali do grada, zalihe u gradu su nestale, pa se paša sa svojim zapovjednicima nadao da će se u takvim okolnostima grad predati. No i u noći na treći dan opsade iz grada nije bilo predaje, hrabri vitezovi nisu pokleknuli. Te noći 12. na 13. siječnja ljeta 1578. Ferhat-paša zapovjedio je osobnoj straži da nalože još nekoliko vatri i donesu još bundi jer nije mogao zaspati od hladnoće, temperatura zraka toliko je pala da su i konji, koji su bili na otvorenom, počeli ugibati od hladnoće. Cijele noći čuli su se jezivi pucnjevi drveća, koje je pucalo od hladnoće, a u gradu u kojemu je sve utihnulo ugasle su i zadnje vatre, što je strašno uznemirilo turske izvidnice, koje su o tome smjesta izvjestile pašu. Paša je zbog bojazni da bi mogao uslijediti napad iz utvrde podigao uzbunu i pripremio svoju vojsku za obranu, no cijele noći, čas se grijući, čas motreći naizmjence, turski i vlaški vojnici bili su u strahu."
U osvit zore 13. siječnja 1578. Ferhat-paša zapovjedio je svoj svojoj vojsci da krene na juriš prema utvrdi zametenoj snijegom. Kad su Turci prišli gradu ni puška nije planula, a na bedemima su stajali nepomični stražari s oružjem u rukama. Kad su Turci provalili gradska vrata, u gradu su našli samo nepomična tijela hrvatskih junaka, muškaraca, žena i djece, bez hrane, vode ili drva za ogrjev. Taj prizor ganuo je mnoge turske zapovjednike, a osobito Ferhat-pašu, te je paša odredio da se u čast svih branitelja Gvozdanskog, koje nije pobijedio, pronađe katolički svećenik te da se mrtvi branitelji pokopaju na kršćanski način uz vojne počasti. Osim toga, preostalu šačicu malobrojnih stanovnika cijelog tog kraja oslobodio je od teških poreza i nameta kakve su imali drugi zauzeti krajevi, jedino su trebali izdvajati 400 dukata danka godišnje za obranu.
U Drugom svjetskom ratu Gvozdansko je bilo mjestom masovnog zločina počinjenog nad Hrvatima 1941. godine. Za Božić 1941. selo su napali četnici, Hrvate su poubijali i protjerali, kuće opustošili i na kraju zapalili zajedno s crkvom.

## Stanovništvo
Prema popisu stanovništva iz 2001. godine, Gvozdansko ima 69 stanovnika, po nacionalnoj strukturi Hrvati čine većinsko stanovništvo.
| broj stanovnika | 329   | 390   | 406   | 483   | 474   | 487   | 449   | 486   | 418   | 464   | 378   | 287   | 239   | 181   | 69    | 42    | 23    |
|                 | 1857. | 1869. | 1880. | 1890. | 1900. | 1910. | 1921. | 1931. | 1948. | 1953. | 1961. | 1971. | 1981. | 1991. | 2001. | 2011. | 2021. |

## Poveznice
- Opsada Gvozdanskog 1577. – 1578.
- Gvozdansko (utvrda)

## Vanjske poveznice
- http://www.hkv.hr/reportae/lj-krinjar/10237-reportaaknjiga-damira-borovaka-qgvozdansko-hrvatsko-velejunatvo-bez-svjetskog-uzoraq-.html
- Vladimir Brnardić: Gvozdansko  Arhivirana inačica izvorne stranice od 16. siječnja 2014. (Wayback Machine), Hrvatski vojnik broj 68, siječanj 2006.
- Kratki video-zapis o opsadi i padu tvrđave Gvozdansko  Arhivirana inačica izvorne stranice od 23. svibnja 2010. (Wayback Machine)